# Maria van Oosterwijck
Maria van Oosterwijck eller Oosterwyck, född 1630, död 1693, var en nederländsk målare.
Hon är berömd för sina stilleben av blommor. Hon betraktas som en av den holländska guldålderns främsta konstnärer. 